# キャブタイヤケーブル
キャブタイヤケーブル (Cabtyre cable・Cabtire cable) とは作業現場などにおいて通電状態のまま移動可能な電線。キャブ（辻馬車）のタイヤのように丈夫なゴムで被覆されていることが由来とされる。「キャプタイヤ」の表記も見られるが、語源からすると誤りである。
絶縁の被覆材料の素材はゴム系とビニール系があり、用途としては動力用と制御用がある。

## 構造
キャブタイヤケーブルの構造は、導体とその周りを包む絶縁体、さらにその周りを包むシースからなる。
導体
電気が通る金属部分
絶縁体
導体を被覆・保護し電気を遮断する部分
シース
ケーブルの最も外側の被覆。絶縁体を更に保護する物体。多心タイプの場合複数の心を一括する部分
ケーブルを構成している素材や芯数が変わることによって許容電流が変る。それに応じてケーブルの柔らかさや強さが変わり使用する用途も変わる。

## 種別
素材は、大きくゴム系とビニール系に分けられるが、素材の違いとグレード（クラス・種）によって、特徴が異なる。また、一般的に使われる略号も、この素材に応じて分けられている。
その他に、地球環境に配慮したエコキャブタイヤケーブルもある。このようなキャブタイヤケーブルは、"EM−"を電線名称の冠して従来のケーブルと区別する。

### ゴム系

#### 素材による違い
ゴム系キャブタイヤケーブルはCT・RNCT・PNCTの3種類に分けられる。
CT
絶縁体・シース共に天然ゴム
RNCT
絶縁体が天然ゴムで、シースがクロロプレンゴム（ネオプレン）
PNCT
絶縁体がEPゴム（エチレンプロピレンゴム）でシースがクロロプレンゴム（ネオプレン）

#### グレードによる違い
グレード（クラス・種）によって、ケーブルの頑丈さが変わる。
1種
天然ゴムのみ。
2種
最も使用されており、2種キャブタイヤケーブルというと、2PNCTを指すことが多い。
この1種と2種のグレードが最も汎用的な低圧用で、屋内で使用されることが多いが屋外でも使用可能。
3種
シースの中間に補強層があるため、絶縁体およびシースが2種より厚くなる。そのため、耐衝撃性、耐磨耗性に優れているが「可とう性」が悪くなる。主に損傷を受ける恐れが高い場合に使用される。防爆器具等の給電用に使用されている。
4種
線心の間にクレードルコア（座床）が入るため、シースが3種よりも厚くなる。そのため、3種よりも更に耐衝撃性、耐摩耗性に優れている。炭鉱におけるコールカッタなどの、超過酷な状況に置かれる場合に使用されている。

### ビニール系
絶縁体・シース共にビニールのキャブタイヤケーブルで、VCT・VCTFの2種類に分けられている。ゴム系に比べ、耐水性等に優れ、主に、FA関係（ファクトリーオートメーション）工場の自動化用の機器の配線等に使用されている。
他にもVCT・VCTFには、柔軟性・耐捻回性・耐震性・耐ノイズ性・耐熱性に優れたグレードのケーブル（FAケーブル・ロボットケーブル）もある。
また、地球環境に配慮したエコキャブタイヤケーブルも開発されている。従来のケーブルと比べて寸法・電気特性に変更はなく、同等レベルの諸特性を有している。
「VCT」「VCTF」の違いは電圧の違いである。
VCT
600V以下
VCTF
300V以下
300V以下の電線はコードと呼ばれている。（ビニールキャブタイヤコード）

### より進化したケーブル
- より細かい作業に使用される場合は、キャブタイヤケーブルの進化形ケーブルでもある、FAケーブル・ロボットケーブル
- 口出し用には安全性の高いWL1（MLFCなど）

## その他
シースは英語で「覆う」を意味する「sheath」、「sheathe」であり、ケーブルでは「sheathed cable」などと呼ばれる。